# Живляковы
Живляковы — представители крупного купечества Белоозера XVI века. Самым известным из них был Василий Живляк, который занимался продажей хлеба и соли. Он дослужился до чина гостя.

## Деятельность семьи
Василий Живляк (иногда Василий Живляков) был одним из самых состоятельных купцов Белоозера в XVI веке. О нём и о его семье сохранились данные в архиве Кирилло-Белозерского монастыря, Белозерской таможенной грамоте 1551 года, вкладной книге Кирилло-Белозерского монастыря XVII века, Белозерской езовой книге 1584—1585 годов.
В период «морового поветрия» 1570—1571 годов Василий Живляк пожертвовал 200 рублей Кирилло-Белозерскому монастырю. По своему размеру этот вклад не уступал вкладам состоятельных бояр или Ивана IV.
У Василия Живлякова было несколько детей, история сохранила точные данные о некоторых из них: сыновьях Климе и Бажене и дочери Ксеньи. Сыновья Живляка — Клим и Бажен — были грамотными. Клим Живляков, у которого было прозвище «Потка», то есть птица, и Бажен Живляков, также как отец, занимались продажей соли. Василий Живляк владел двумя амбарами на реке Пидьме и одним амбаром в Коротком. Амбары располагались на основных перевалочных пунктах по пути следования соли в Белоозер из Каргополя.
Отец оставил в наследство Климу две «лотки» и соляной амбар, который находился на Пидьме, а в собственность Бажена перешёл другой амбар, который находился там же. Среди владельцев соляных амбаров в этой местности числится также и Роман Живляков, который мог быть родственником Василия Живлякова. В 1568 году племянник Василия Живляка, Семён, продал в Кирилло-Белозерский монастырь 538 больших костромских рогож. Клим Живляков был сборщиком пошлин на торгу Белоозера в 1551—1552 годах. Клим Живляков, после того, как принял постриг в монастырь, принял имя Кирилл. Один из сыновей Василия Живляка получил в наследство около 700 рублей. Бажен Живляков переехал в Москву, а в 1577 году один из своих соляных амбаров он передал Кирилло-Белозерскому монастырю. Соляной амбар Романа Живлякова на Пидьме в 1584—1858 годах уже был пустым.
По рыбным чанам в доме торговца можно сделать вывод, что его семья занималась также промыслом — рыбной торговлей. Помимо этого, в его доме был кожевенный чан, 10 пудов мыла овчинного, дубовая ступа с подом и пестом. В собственности купца числились две «лотки белозерки». По состоянию на 1581 год, в купеческом доме было 40 дубовых осетей, 3 стана тележных, 7 полозов дубовых, 23 дуги, шлея, 10 оборотей, 24 мотка верёвки для увязки возов.
У купца были большие запасы зерна. После его смерти, по состоянию на 1581 год, в житницах было свыше 520 четвертей зерна. Есть предположения, что купец занимался не только солью и хлебом, но и винокурением, так как в его доме находился «котёл да куб ломаный».
В 1581 году посадский двор оценивался от 5 до 10 рублей, в то время как двор Василия Живлякова оценивался в 100 рублей. Он находился недалеко от озера в Логиновом сороку. Поблизости Василий Живляк построил деревянную церковь Собор Богородицы. По состоянию на 1657 год площадь дворового участка составляла 9750 квадратных саженей, что равняется 4 гектарам. В собственности Василия Живляка был пашенный участок. На нём осенью 1581 года было высеяно 4,5 четверти озимой ржи, огородом, фруктовым садом, в котором росли яблони и вишни и двумя прудами.
Собственностью Василия Живлякова были также массивы пожен, которые располагалась у истока реки Шексны на Маринине и по две стороны реки Понжни. Есть предположения, что после смерти Василия Живляка, их унаследовал сын Бажен, который передал часть пожен в Кирилло-Белозерский монастырь. Часть была им продана некому Кириллу Евтехиеву в 1592 году за 160 рублей.
Во дворе Василия Живляка выделяются два комплекса жилых и хозяйственных построек. Это и жилые помещения, и хозяйственные помещения. Среди жилых помещений — горница с комнатой, сени с 6 окнами (размер сеней — 5 сажен). Среди хозяйственных помещений — чуланы, амбары, сарай с подсараем, конюшня с сенницей, зимний и летний погреба.
В число строений меньшего комплекса входили жилые помещения на подклетах — горница, сени, и хозяйственные строения на подклетах — чулан, сенница. Колодец, поварня и мыльня находились на заднем дворе. Сад Василия Живляка был обнесён тыном, а его огород — частоколом. В доме Василия Живляка находились многочисленные иконы, которые были написаны «на золоте».
В. Живляк передал платья, стоимостью 34 рубля 18 алтын в Кирилло-Белозерский монастырь. Его дочь Ксения передала туда же платья на сумму 13 рублей. По состоянию, на окончание 1581 года, в доме Василия Живляка сохранился железный заслон, котёл, железный горшок, 2 кочерги, 2 кади, тридцативедёрный квасной котёл, жернова, ступа для ручного приготовления муки, кади смоляные, лопаты, 160 лаптей и других вещей. В житницах насчитывалось 2080 пудов зерна, 2 пуда льняного семени, был 21 «коровай» ветчинного сала. К этому же году было запасено 70 возов дров и 6 возов сена.
29 декабря 1581 года отводная память была передана на двор К. В. Живлякова в Кирилло-Белозерский монастырь.
Часть владений Бажена Живлякова в 1600 году также перешла Кирилло-Белозерскому монастырю.